# Клещево (Гіжицький повіт)
Клещево (пол. Kleszczewo, нім. Brassendorf) — село в Польщі, у гміні Мілки Гіжицького повіту Вармінсько-Мазурського воєводства.
Населення — 224 особи (2011).
У 1975-1998 роках село належало до Сувальського воєводства.

## Демографія
Демографічна структура станом на 31 березня 2011 року:
|          | Загалом | Допрацездатний вік | Працездатний вік | Постпрацездатний вік |
| -------- | ------- | ------------------ | ---------------- | -------------------- |
| Чоловіки | 101     | 16                 | 80               | 5                    |
| Жінки    | 123     | 26                 | 79               | 18                   |
| Разом    | 224     | 42                 | 159              | 23                   |